# كلينت إيفانز (مجدف)
كلينت إيفانز (بالإنجليزية: Clint Evans)‏ هو مجدف بريطاني، ولد في 9 أبريل 1961.

## وصلات خارجية
- كلينت إيفانز على موقع الاتحاد الدولي للتجديف (الإنجليزية)